# تأنيث تأويلي
التأنيث التأويلي هو التأنيث الذي يكتسبه الاسم المذكر عن طريق تأويله (أي تفسيره) باسم مؤنث، نحو: (هذه الكتاب)، والمراد به: (الرسالة).